# Mauer des Droctulft

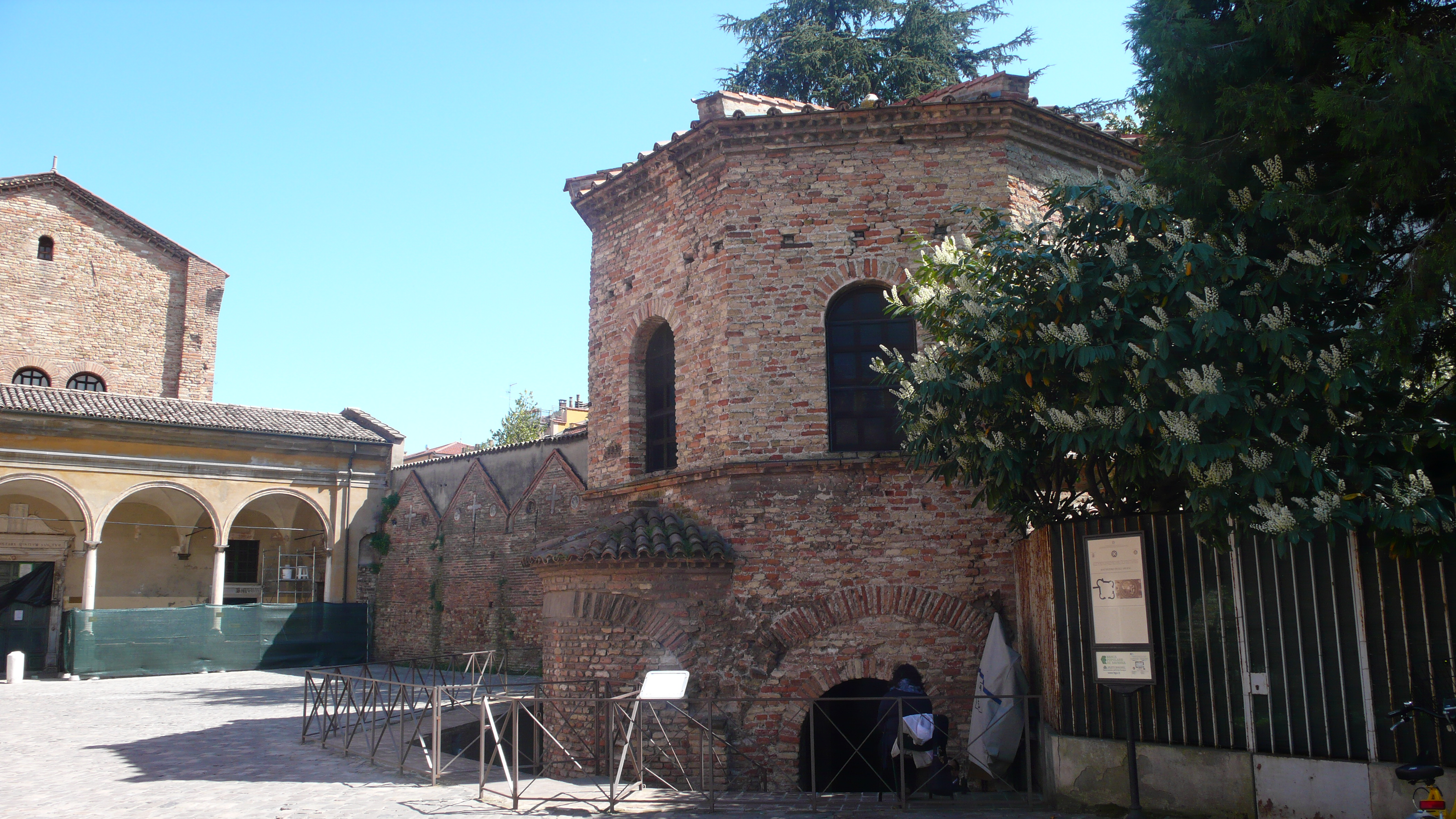
Das Baptisterium der Arianer, links daneben die Droctulftmauer

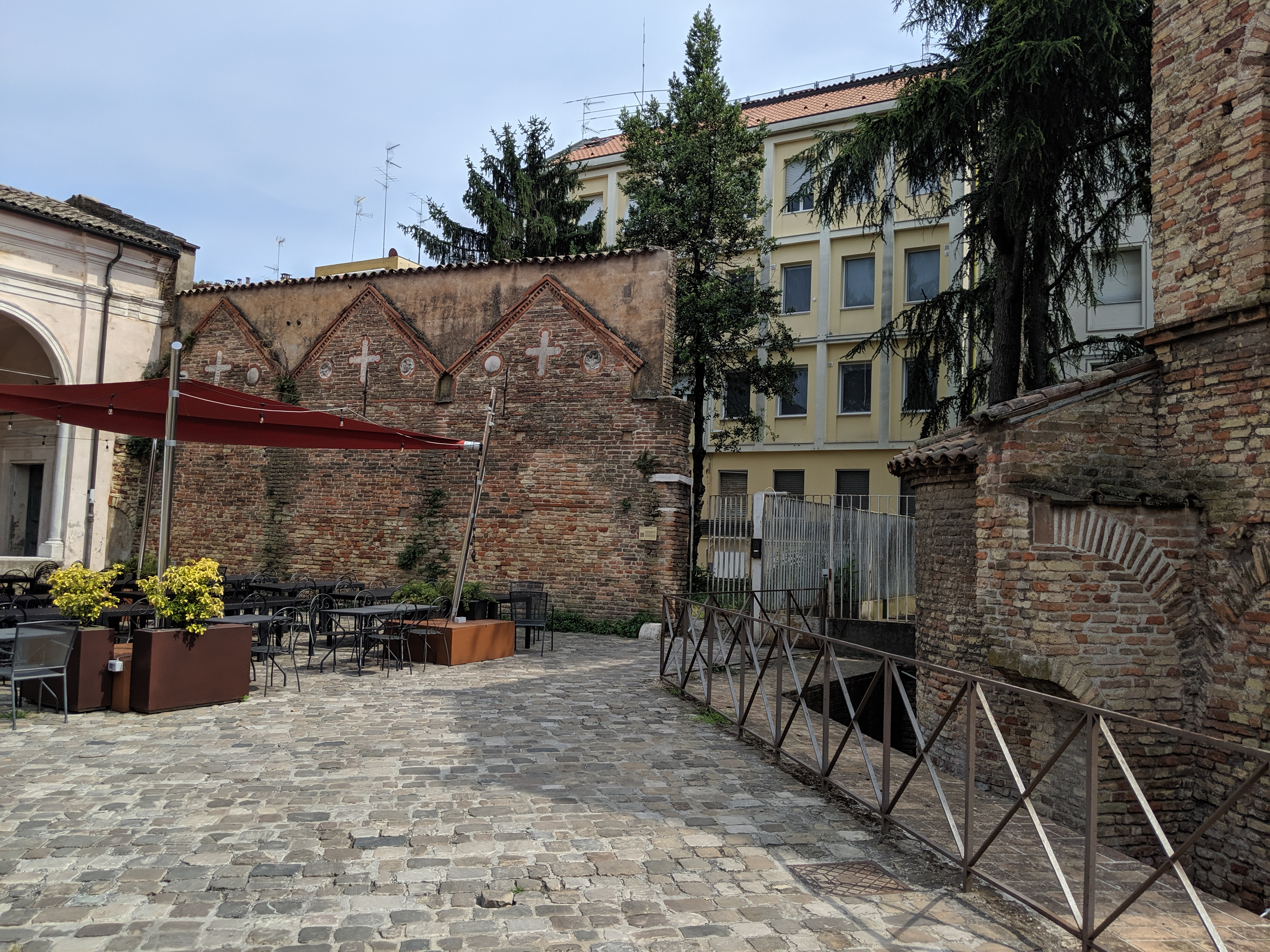
Die Mauer im Jahr 2019

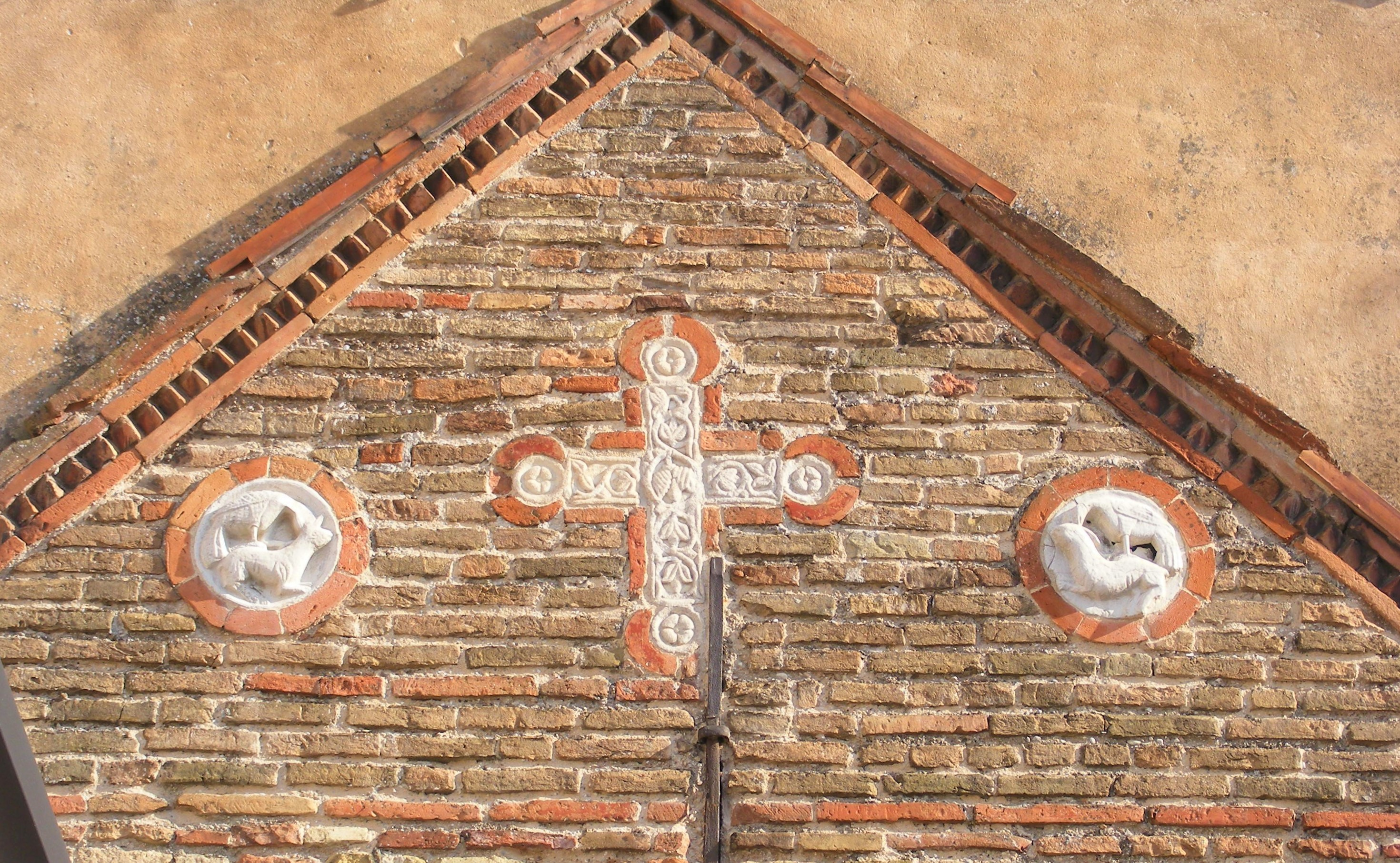
Detail

Als Mauer des Droctulft (italienisch muro di Droctulfo) wird eine Mauer bezeichnet, die um 500 als Teil eines Palastes in Ravenna entstand. Auf der Mauer befinden sich drei Wimperge mit Marmorkreuzen. Dieser geringe Überrest eines sehr viel größeren Bauwerks wird in der lokalen Tradition als „La casa del Longobardo“ bezeichnet, als ‚Das Haus des Langobarden‘. Dieser Name geht darauf zurück, dass die Mauer als Überbleibsel des Hauses gilt, in dem Droctulft gelebt haben soll, ein Alamanne oder Suebe, der bei den Langobarden aufgewachsen und zum Herzog aufgestiegen war, dann jedoch auf der Seite Ravennas gegen sie gekämpft hatte. Dies berichtet Paulus Diaconus in seiner kurz vor 800 entstandenen Historia Langobardorum (liber III, 18–19). Das Bauwerk befindet sich an der Südseite der Piazzetta degli Ariani.
Dort soll sich entsprechend einer komplizierten literarischen Tradition ein arianischer Bischofspalast befunden haben. Dieses Bauwerk geht demnach auf Theoderich den Großen zurück. Der Komplex, zu dem das Bauwerk gehörte, bestand aus der Kathedrale und dem arianischen Baptisterium. Dieser Komplex wurde nach der Eroberung durch Ostrom im Jahr 540 mehrfach umgebaut, der Palast ist heute verschwunden.
Die heutige Mauer, die zahlreichen Veränderungen unterworfen wurde, gehört nach der Überlieferung zu den wenigen Resten des besagten Palastes. So berichtet im 9. Jahrhundert Andrea Agnello, Droctulft, in Ravenna „Drogdone“ genannt, habe dort gewohnt. Dieser habe sich auf die Seite Ravennas gestellt (zu dieser Zeit wichtigste Stadt des Oströmischen Reiches in Italien) und die Langobarden bekämpft. Jüngere Untersuchungen zeigten, dass nur im mittleren Teil der Mauer die unteren etwa zehn Ziegellagen als Überreste des ersten Bauwerkes anzusprechen sind.
Im 11. Jahrhundert begrenzte die Mauer ein Kloster, das an die Heiliggeistkirche angrenzte. Dieses wiederum wurde mehrfach umgebaut und im 19. Jahrhundert in ein Hotel umgewandelt. 1944 wurde das Hotel bei einem Bombenangriff zerstört, doch die Mauer überstand den Angriff. Die in der Nachkriegszeit entstandenen Neubauten hinter der Mauer brauchten einen Zugang, und so wurden Teile des frühmittelalterlichen Relikts abgetragen.

## Weblinks

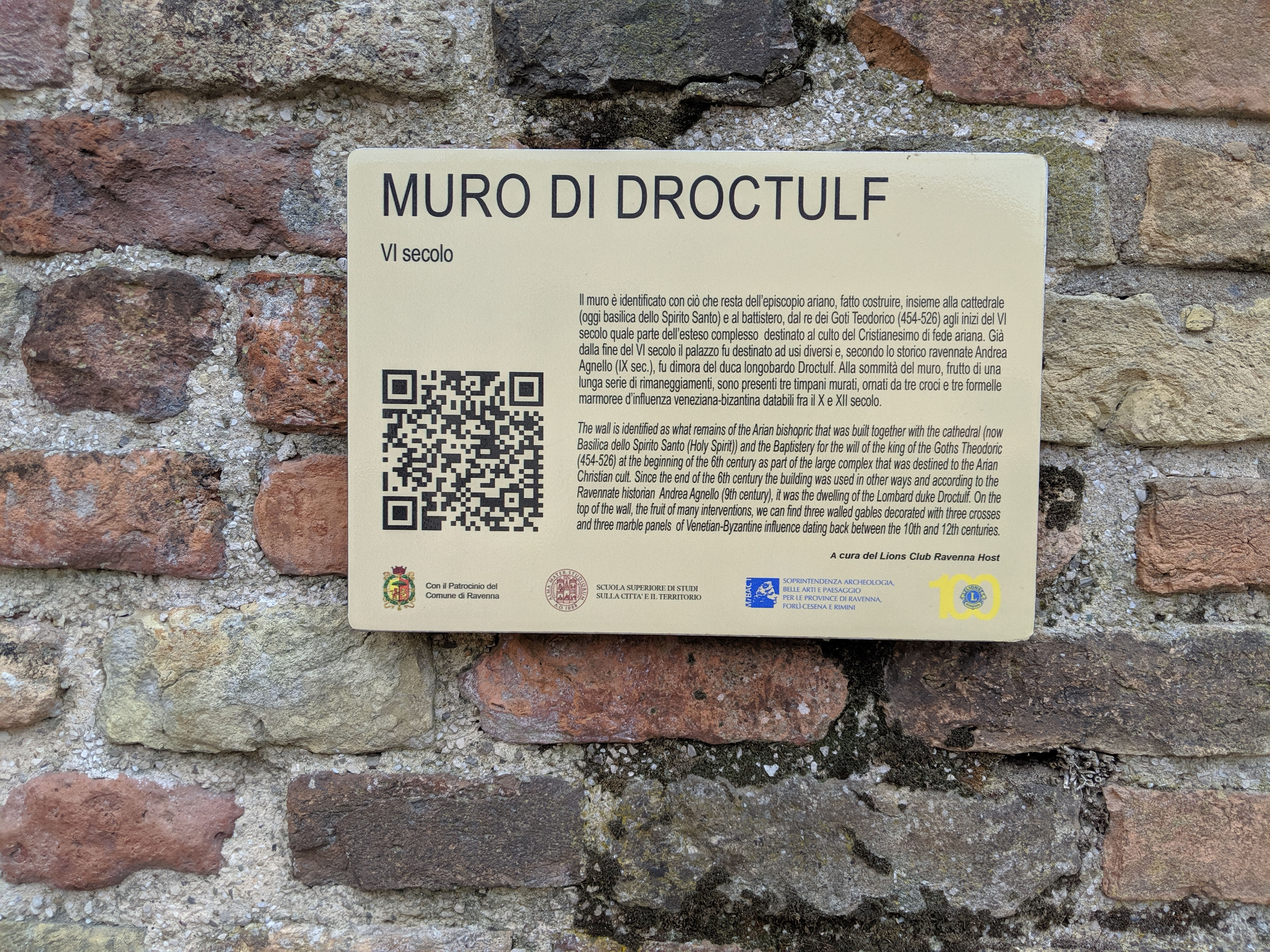
Die Erläuterungstafel an der Mauer, italienisch und englisch